# Apoptygma Berzerk
Apoptygma Berzerk és un grup musical de Noruega de synthpop/EBM/futurepop. Han aconseguit èxits comercials moderats amb una única marca fosca i depriment, un synthpop ballable, i han guanyat premis i llocs als Top-10 d'Alemanya i Escandinàvia. Apoptygma Berzerk (abreviat com APB o APOP) han fet gires per Europa, Nord-amèrica i Israel amb bandes com VNV Nation, Beborn Beton i Icon of Coil.
Totes les lletres de les cançons del grup són en anglès.
El nom "Apoptygma Berzerk", o bé té un significat secret o no significa res, depenent de quina entrevista llegeixis. Stephan Groth, el cantant i líder de la banda, afirma que el nom va ser agafat del diccionari a lliure elecció. Apoptygma és una paraula grega antiga pels plegs de la roba de dona. Tècnicament, la "y" ha de ser pronunciada com una 'u' llarga, però el nom de la banda és universalment pronunciat a-pop-tig-ma.
La banda es va formar per Stephan Groth i Jon Erik Martinsen l'any 1986. Van gravar diverses demos, inclosa Victims of Mutilation. Jon Erik va deixar la banda poc temps després sentint-se incòmode amb la direcció de la música del grup.

## Membres

### Stephan Groth (STP) (Grothesk)
Stephan Groth (nascut el 10 d'agost de 1971) és l'home darrere Apoptygma Berzerk, un grup d'EBM que toquen estils com el synthpop i el futurepop. Stephan Leonard Groth va néixer a Odense, Dinamarca però va traslladar-se amb la seva família al poble de son pare: Sarpsborg, a Noruega l'any 1986.
Juntament amb Ronan Harris del grup VNV Nation i els membres de Covenant, és considerat per molts un dels pioners del gènere futurepop, que sorgí els últims anys dels 1990 i els primers dels 2000. Groth és també membre de Fairlight Children, que és un grup electrònic més light orientat cap al pop.

### Altres
- Geir Bratland - Teclats
- Fredrik Brarud - Bateria
- Angel Stengel - Guitarra
- Anders Odden - Guitarra (va tornar a la banda a finals del 2004 després de deixar-la alguns anys per dur a terme els seus propis projectes musicals)
- Jon Erik Martensen - exmembre durant els anys 80 i co-escriptor d'algunes de les cançons de l'Harmonizer
- Per Aksel Lundgreen - exteclista en els concerts i altres actuacions

## Estil
Els dos primers àlbums, Soli Deo Gloria i 7 eren un estil similar d'electropop i EBM. Welcome to Earth incloïa unes quantes cançons de so experimental, allunyant-se una mica de les arrels del grup. Harmonizer featured a softer, un disc més orientat cap al synthpop comparant-lo amb els anteriors, i l'últim You and Me Against the World representa un canvi complet de l'estil de la banda. Això destaca el corrent dominant d'un so orientat cap al rock i la completa novetat des del tradicional synthpop elèctric i les arrels d'EBM que van començar amb el disc 7